# Мавринський майдан

Мавринський майда́н — археологічна пам'ятка місцевого значення, майдан № 6348. Розташований на околиці с.Межиріч біля м.Павлограда Дніпропетровської області. Географічні координати - 48° 33′ 35.19″ N, 35° 48′ 19.2″ E.

## Опис та особливости конструкції
Тип – багатовусий (краб). Центральна чаша має три прорізі: південну, західну і північно-східну. Біля західної і північно-східної прорізів є пара четверних вусів, біля південного отвору пара подвійних вусів, які частково розорані. На кінці між кожною парою вусів колись були кільцеві вали: південне кільце – розорано, західне – заїжджене дорогою, північно-східне найбільше – перекопали чорні археологи. Між північно-східними вусами є курган-візир.Ще поряд з ним є місце для відпочинку а поблизу є річка

Розміри деяких елементів майдану:
- діаметр центральної чаші (овал) – 54-60 м;

- глибина центральної чаші – близько 10 м;

- довжина вусів – 65 м;

- максимальний розмах вусів – 200 м;

- площа – 5,5 га;

- висота над рівнем моря – 71,1 м.[1]

## Історія дослідження
Наукова версія
У 1987 році майдан досліджувала археолог Чурилова Л.М. і датувала його II тисячоліттям до н.е. Рішенням Дніпропетровського облвиконкому №424 від 19.11.1990 р. цю споруду занесено в каталог археологічних пам'яток місцевого значення за номером 6348 як майдан.
Майдан було утворено в результаті розкопування стародавнього кургану в XVII - XVIII ст., з метою виварювання селітри з його грунту.  Бічні відгалуження - це бурти з розкопаної породи кургану. 
Міфологія
За деякими припущеннями це - прадавній храм-обсерваторія збудований 8600 років тому. Археологи такі споруди вважають козацькими селітроварнями і не бажають їх вивчати з астрономічної точки зору. Майдани інколи мають по декілька курганів-супутників. 
Є також версія, що це залишки жертовника або обсерваторії прадавньої Аратти і взагалі найстаріша споруда на Землі, що збереглася.
Кочові народи вважали майдани святими і обов'язково ховали поряд своїх вождів. Ніколи на самому майдані не було знайдено жодного прадавнього поховання (тому археологи й не можуть їх датувати) – ховали обов'язково поруч, бо ховати на майдані – то святотацтво. Кочовики називали майдани Зоряними храмами.

## Галерея

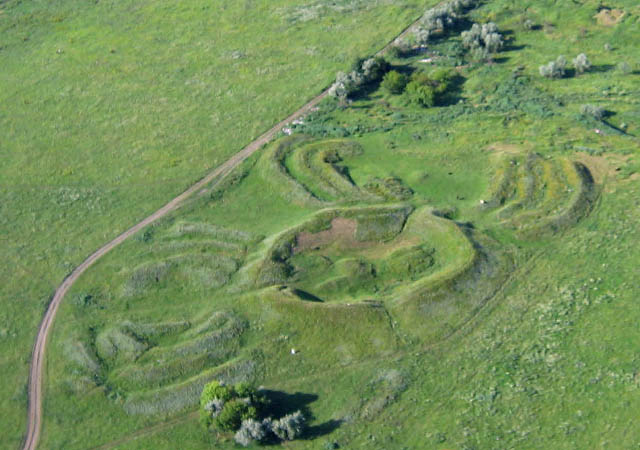
Загальна панорама у формі краба
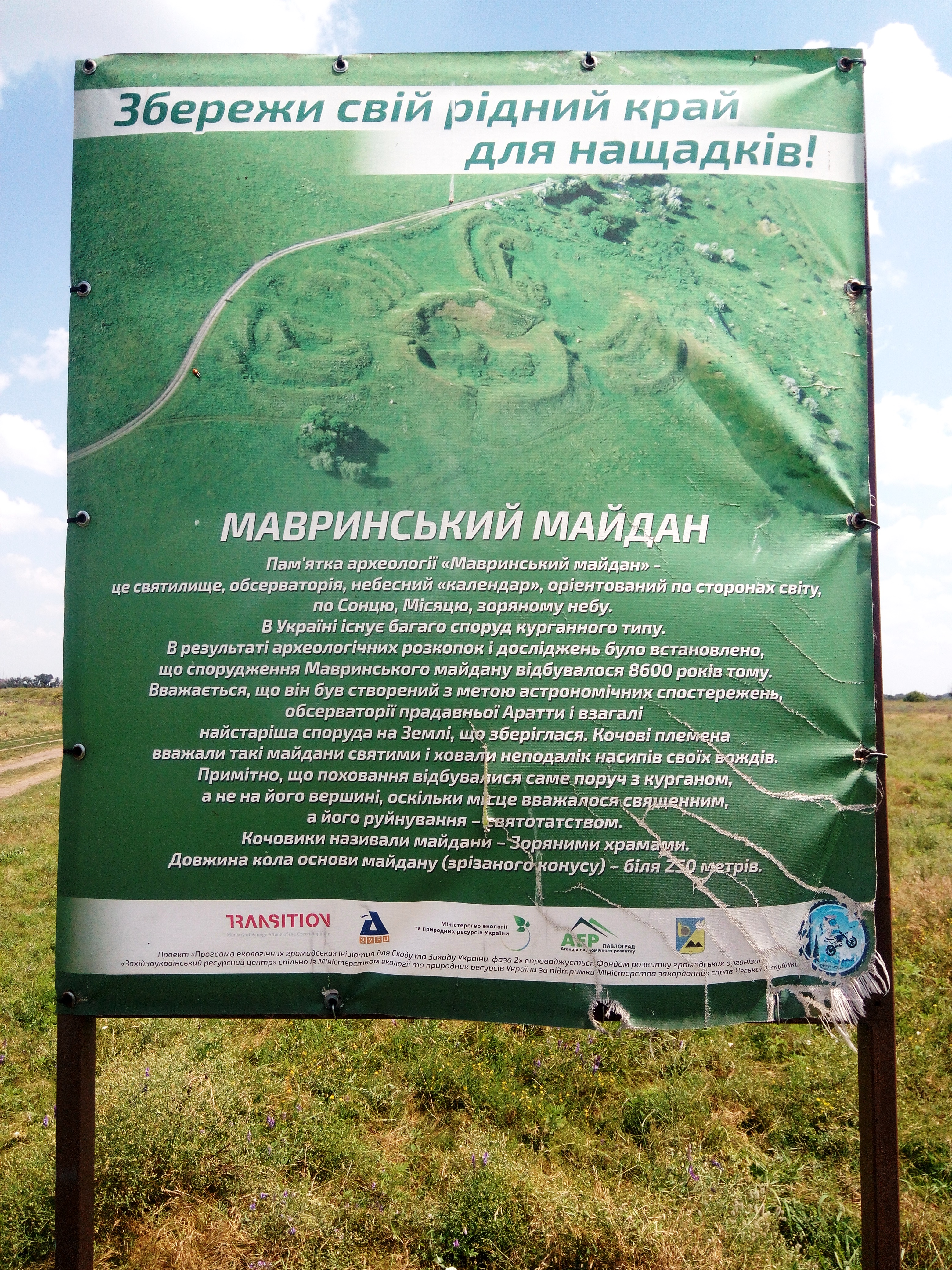
Інформаційний щит
Краєвид з центру
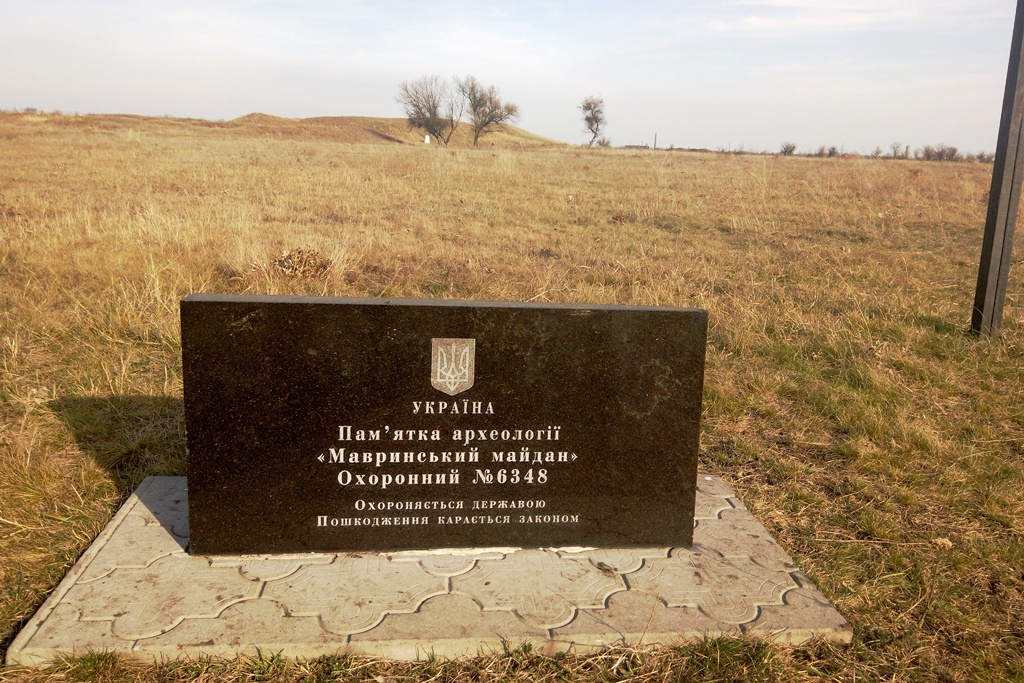
Пам'ятка археології "Мавринський майдан"
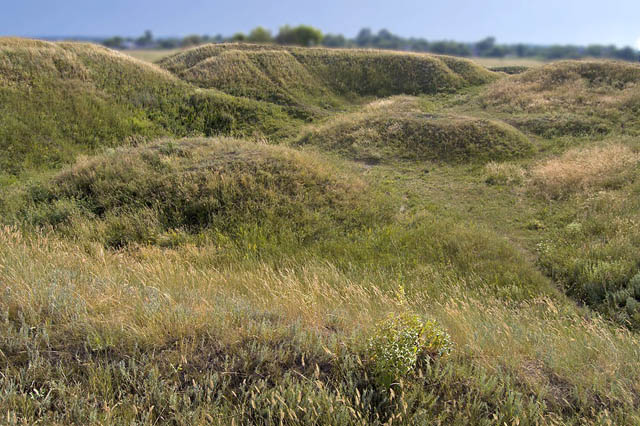
Центральна чаша
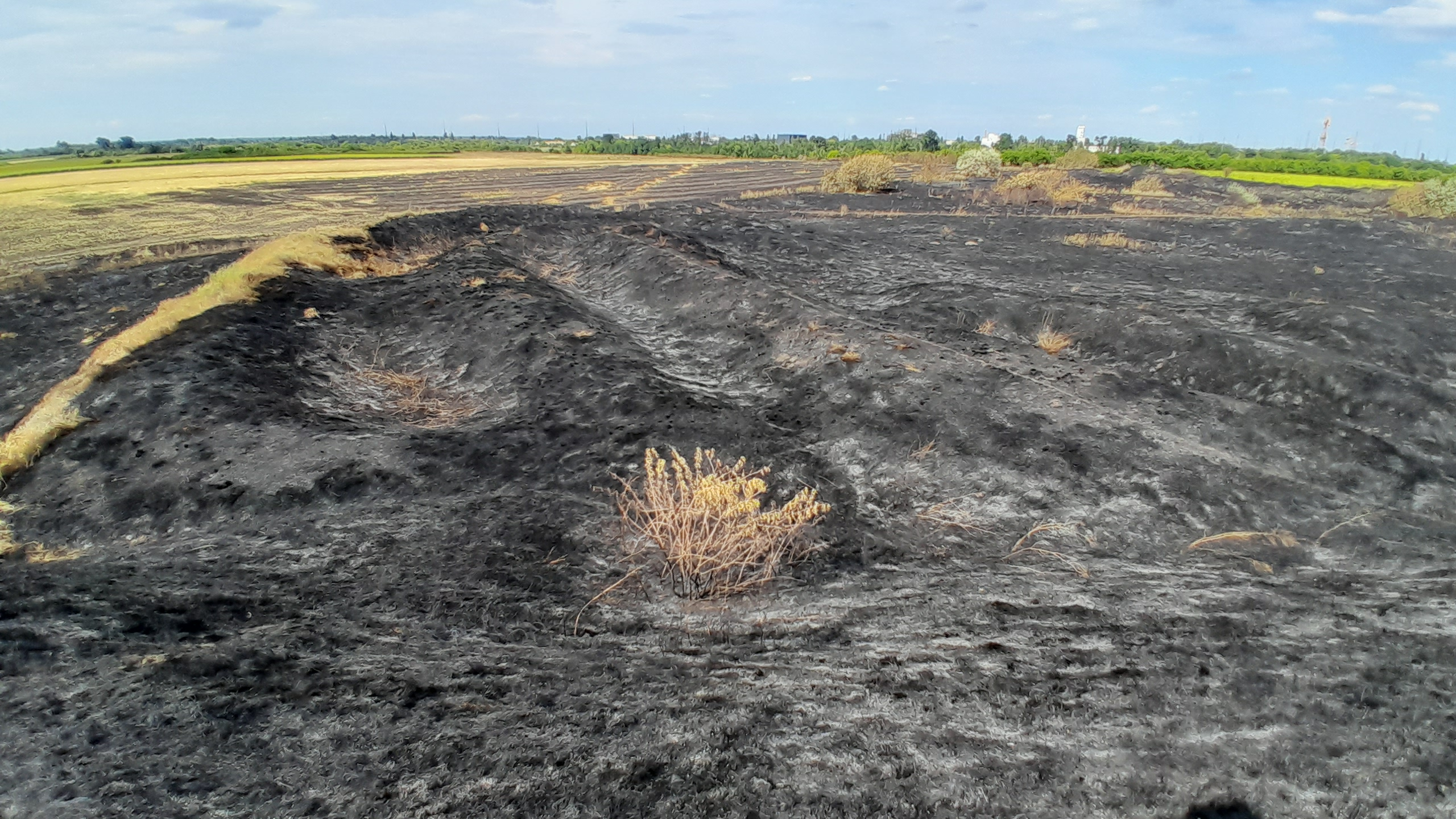
Центральна чаша
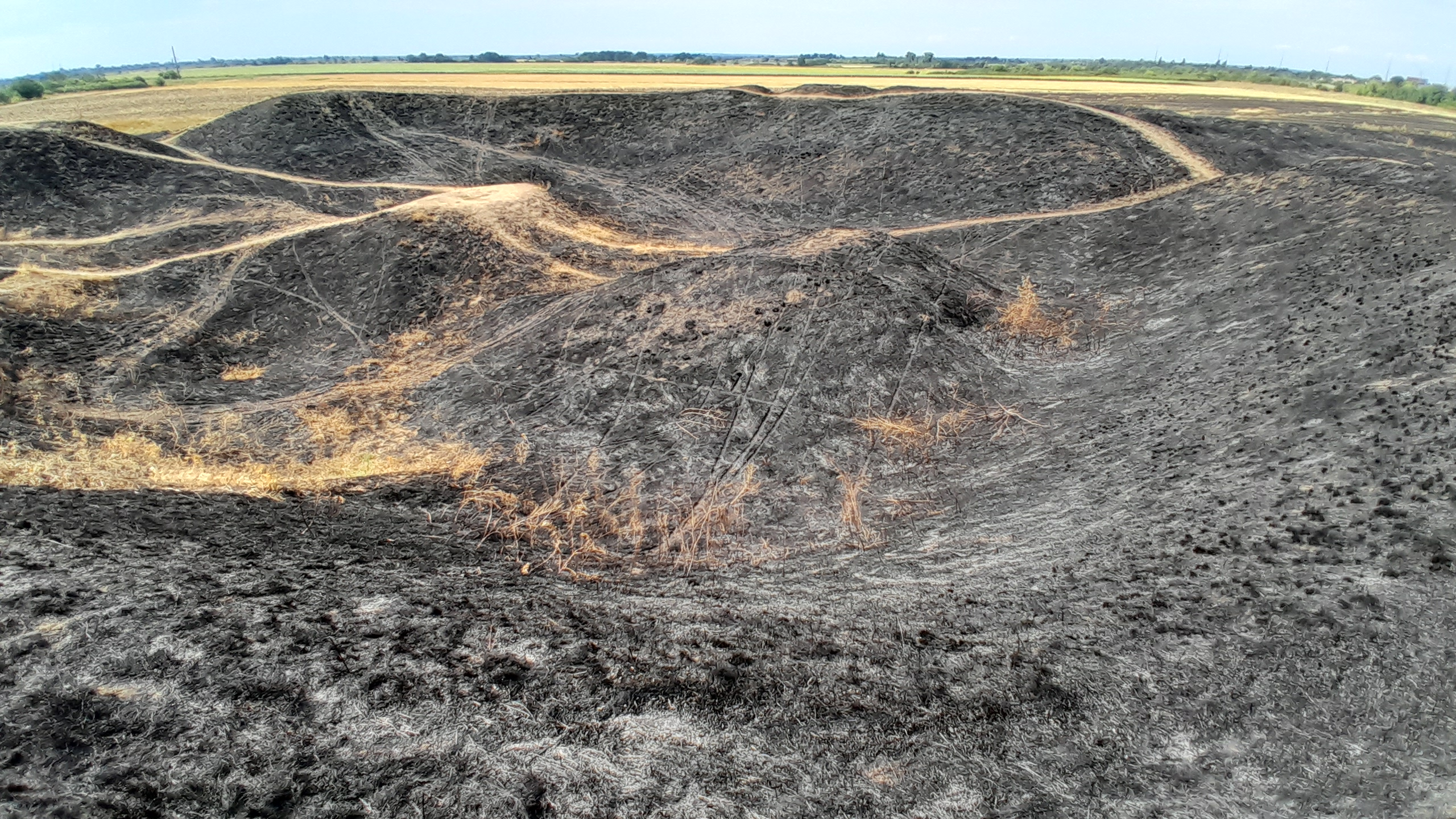
Центральна чаша

## Згадки у ЗМІ
- Мавринський майдан: феномен села Межиріч
- Мавринський майдан на Дніпропетровщині: зона відпочинку, місце для обрядів та зона, над якою не літають птахи